# Zweite Berechnungsverordnung
Die Zweite Berechnungsverordnung (II. BV) ist eine deutsche Rechtsverordnung, in der die Wirtschaftlichkeitsberechnung von Wohnraum geregelt ist. Die Anwendungsbereiche der II. BV sind zunächst der soziale Wohnungsbau und der steuerbegünstigte freie Wohnungsbau. In der Praxis wird die II. BV jedoch weit darüber hinaus angewandt. Auf der Grundlage der II. BV kann eine Kostenmiete ermittelt werden, also eine Miete, die die anfallenden Kosten (inklusive der Verzinsung des Eigenkapitals) abdeckt.
Die II. BV regelt zu diesem Zweck unter anderem die Berechnung folgender Kosten:
- Kapitalkosten (§§ 18 ff.)
- Bewirtschaftungskosten (§ 24)
- Abschreibung (§ 25)
- Verwaltungskosten (§ 26)
- Instandhaltungskosten (§ 28)
- Mietausfallwagnis (§ 29)

## Betriebskosten
Hinsichtlich der Betriebskosten verweist sie lediglich auf die seit dem 1. Januar 2004 geltende Betriebskostenverordnung (BetrKV), die § 27 II. Berechnungsverordnung sowie Anlage 3 zur II. Berechnungsverordnung ablöst. Es ergeben sich keine Änderungen für ältere Mietverträge.
Änderungen sind:
- Dass zu den Müllbeseitigungskosten auch die Betriebskosten von Müllschluckern gehören.
- Zu den Gebühren für Gemeinschaftsantenne und Kabelfernsehen gehören jetzt auch die Kosten, die nach dem Urheberrecht für die kabelweite Sendung entstehen.
- Bei Wasser- und Heizkosten sind nun Eichkosten umlagefähig.
- Auch die Kosten des Betriebes der für alle Mieter gemeinschaftlich nutzbaren Wäscheeinrichtungen wie Waschmaschinen, Trocken- oder Bügelanlagen können nun auf die Mieter umgelegt werden.

## Wohnflächen
Die II. BV enthielt bis zum 31. Dezember 2003 in den §§ 42–44  auch Regelungen für die Berechnung von Wohnflächen. Seit dem 1. Januar 2004 gilt hier die Wohnflächenverordnung. Werte, die bis zum 31. Dezember 2003 aufgrund der II. BV berechnet wurden, bleiben jedoch weiterhin gültig.